# پرکونوگا
پرکونوگا (به صربی: Prekonoga) یک منطقهٔ مسکونی در صربستان است که در سورییگ واقع شده‌است. پرکونوگا ۵۷۸ نفر جمعیت دارد.